# Postamt (Velten)

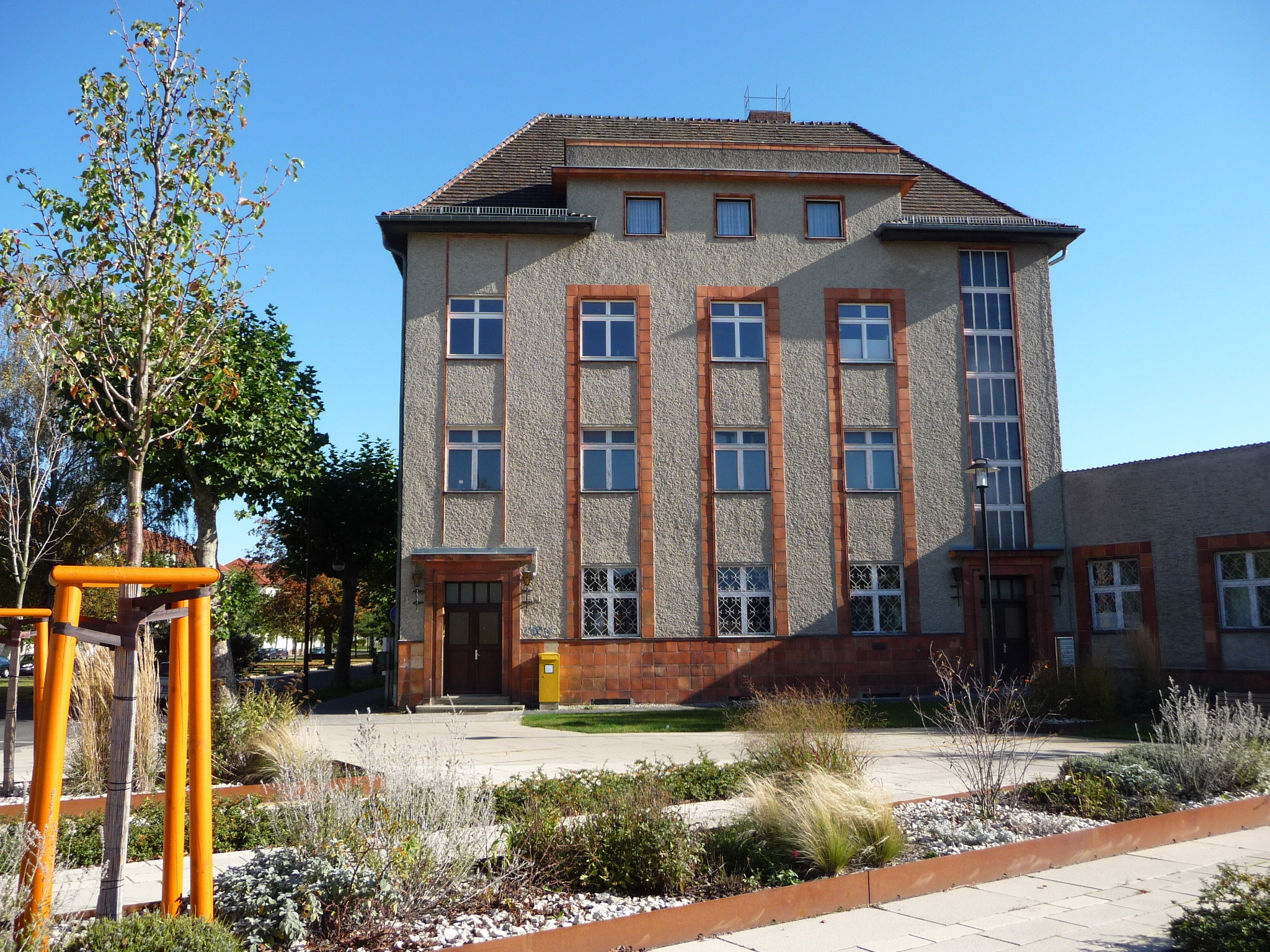
Postamt

Das Postamt ist ein Baudenkmal in der Stadt Velten im Landkreis Oberhavel im Land Brandenburg.

## Architektur und Geschichte
Das 1931 errichtete zweigeschossige Postamt steht direkt gegenüber dem Bahnhof. Die Seitenflügel in der Bahnstraße 34 und der Poststraße 1 sind eingeschossig. Das Postamt ist massiv errichtet und hat eine verputzte Fassade. Das Hauptgebäude hat ein Walmdach, die Seitenflügel ein Pultdach. In den Reliefs aus Keramik an den beiden Haupteingängen ist die Jahreszahl 1931, sowie die Arbeitsbereiche der Post dargestellt, wie Postzustellung, Busverkehr, Fernmelde- und Telegrafenamt. Zum denkmalgeschützten Ensemble gehört noch die Hofpflasterung. Das Gebäude dient heute nur noch als Briefverteilzentrum.